# Hans Wolfgang Maier

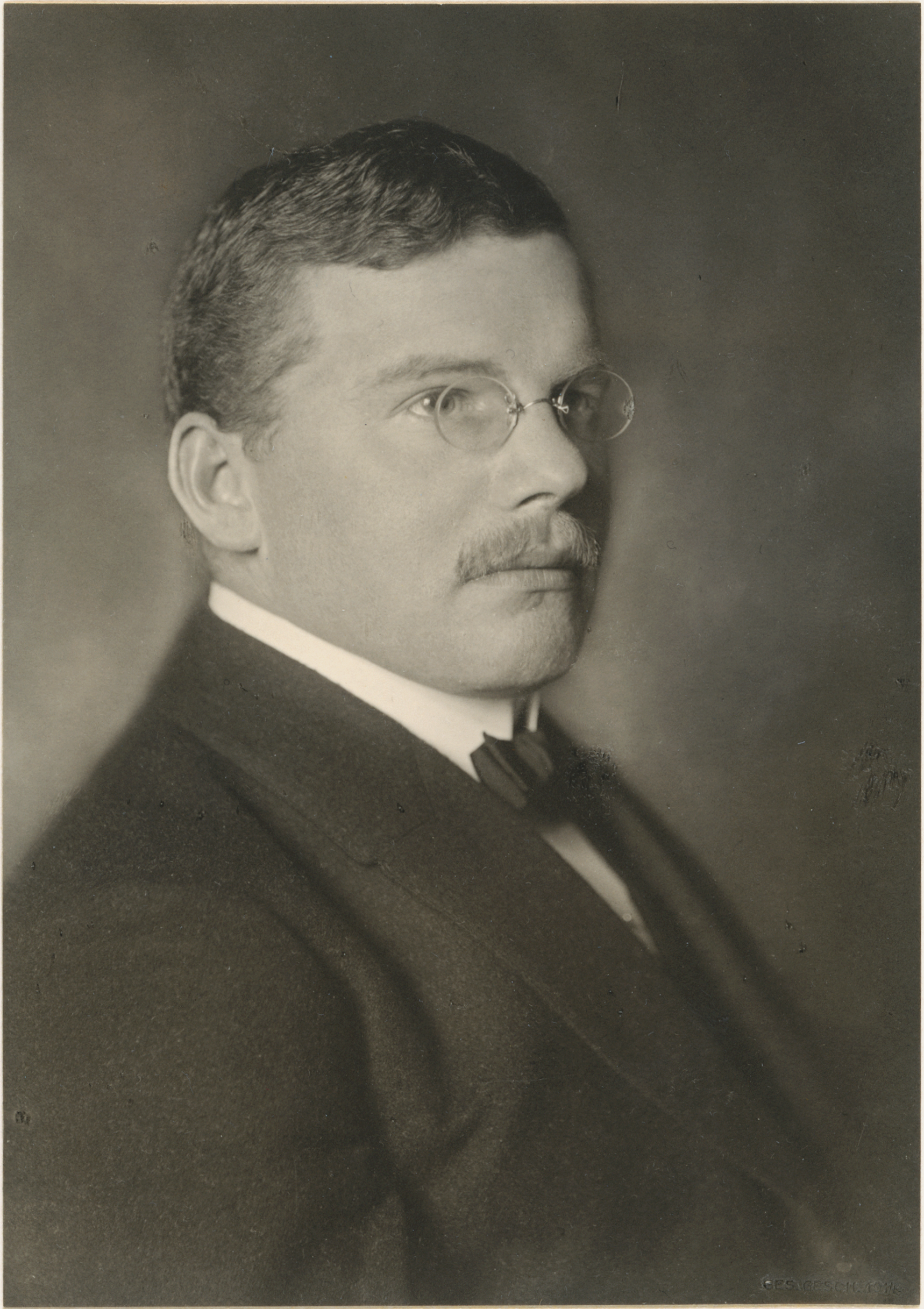
Hans W. Maier, 1914

Hans Wolfgang Maier (ur. 26 lipca 1882 we Frankfurcie nad Menem, zm. 25 marca 1945 w Zurychu) – szwajcarski lekarz psychiatra. Uczeń Auguste Forela. Zajmował się przede wszystkim zagadnieniem uzależnień, w 1926 roku napisał klasyczną monografię Der Kokainismus. W latach 1927–1941 dyrektor kliniki psychiatrycznej Burghölzli. Członek korespondent Royal College of Psychiatrists od 1936 roku.